# Campionato europeo femminile di pallacanestro Under-18 Division B 2018
Il Campionato europeo femminile di pallacanestro Under-18 2018 (noto anche come FIBA EuroBasket Women Under-18 2018) si è svolto in Austria, a Oberwart, Güssing e Fürstenfeld.

## Classifica finale
| Pos     | Team          |  |
| ------- | ------------- |  |
| Oro     | Lituania      |  |
| Argento | Bielorussia   |  |
| Bronzo  | Israele       |  |
| 4.      | Turchia       |  |
| 5.      | Portogallo    |  |
| 6.      | Paesi Bassi   |  |
| 7.      | Finlandia     |  |
| 8.      | Ucraina       |  |
| 9.      | Romania       |  |
| 10.     | Gran Bretagna |  |
| 11.     | Grecia        |  |
| 12.     | Lussemburgo   |  |
| 13.     | Danimarca     |  |
| 14.     | Slovacchia    |  |
| 15.     | Svizzera      |  |
| 16.     | Cipro         |  |
| 17.     | Austria       |  |
| 18.     | Montenegro    |  |
| 19.     | Islanda       |  |
| 20.     | Bulgaria      |  |
| 21.     | Albania       |  |
| 22.     | Kosovo        |  |
| 23.     | Norvegia      |  |
| 24.     | Georgia       |  |